# Wolkenbasis

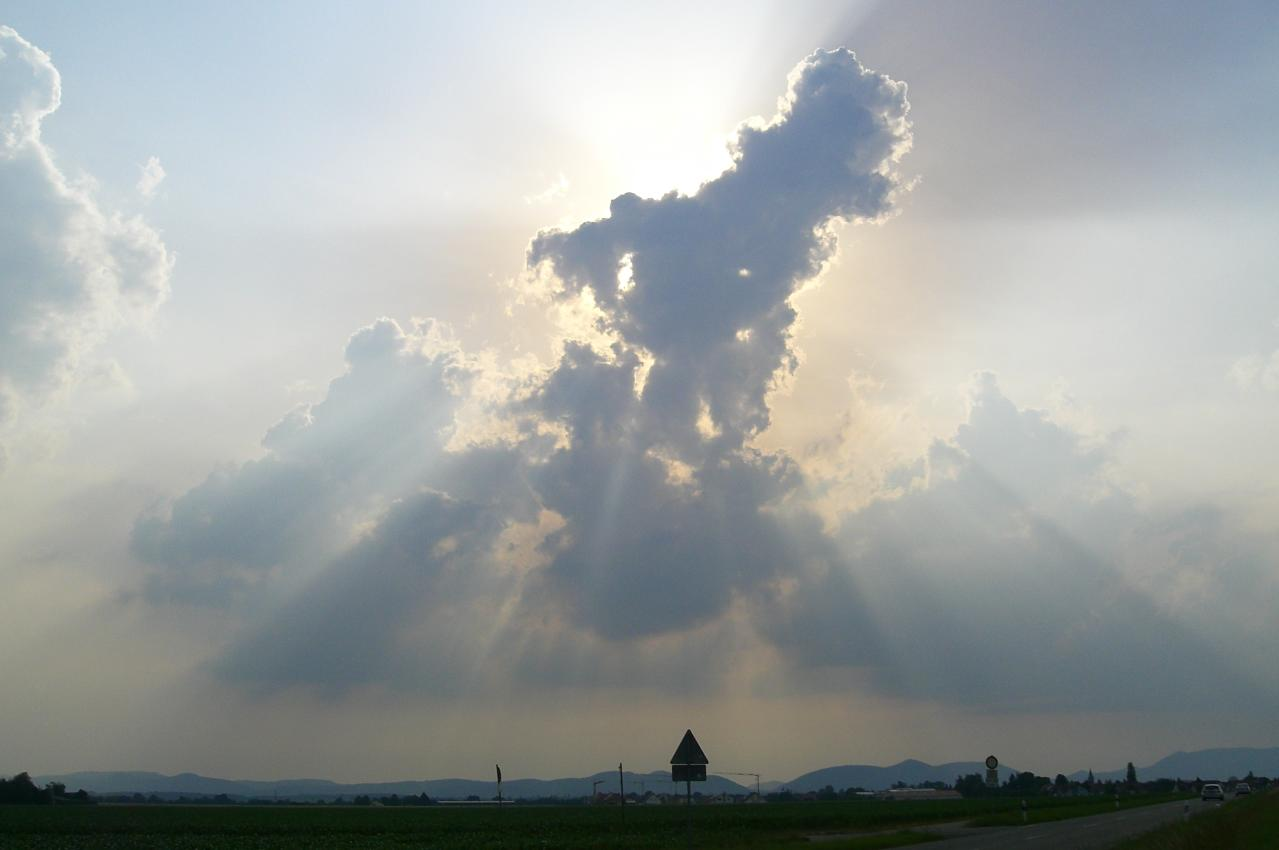

De wolkenbasis is de basis oftewel de onderzijde van de bewolking.
In geval van de zogenaamde stapelwolken (cumulus) wordt deze bepaald door de eigenschappen van de opstijgende warme lucht. Deze opstijgende lucht heeft een bepaalde temperatuur en vochtigheid. Wanneer deze lucht opstijgt koelt deze af. Net zoals het in de bergen op grotere hoogte kouder is dan dicht aan het oppervlak. Koude lucht kan echter minder waterdamp bevatten en op een gegeven moment zal de waterdamp gaan condenseren. Op dit niveau begint de cumuluswolk. 
In de meteorologie wordt dit wel het CCL (Cloud Condensation Level) of het LCL (Local Condensation Level) genoemd.
In de luchtvaart is de hoogte van de wolkenbasis van belang omdat deze bepalend is voor de vluchtcondities, vooral voor VFR-vluchten. De hoogte van de wolkenbasis wordt gemeten met een ceilometer.